# Thomas Kling
Thomas Kling, född den 5 juni 1957 i Bingen i Västtyskland, död den 1 april 2005 i Dormagen i Tyskland, var en tysk författare.

## Liv
Thomas Kling växte upp i Hilden och gick på humanistiskt gymnasium i Düsseldorf. Han studerade filologi i Köln, Düsseldorf och Wien och bodde länge i Finland. Sedan 1983 läste han ofta sina dikter offentligt på föreställningar av performancekaraktär. Senare uppträdde han tillsammans med jazztrumslagaren Frank Köllges. 
Thomas Kling var tillsammans med Aris Fioretos redaktör för ett nummer av tidskriften OEI med modern tysk lyrik i översättning till svenska. I detta sammanhang behandlas även hans stora uppskattning av Gunnar Ekelöfs diktning, som han också översatt. 
Han slutade sina dagar i lungcancer på den före detta raketbasen Hombroich, där han bodde med sin fru, bildkonstnären Ute Langanky.

## Verk
Thomas Kling var inspirerad av bland annat Friederike Mayröcker, Ernst Jandl, Paul Celan och den så kallade Wiener Gruppe kring H. C. Artmann och Konrad Bayer. I hans texter spelade ljudbild och musik en viktig roll.
Thomas Kling var medlem i Tyska PEN och i Deutsche Akademie für Sprache und Dichtung i Darmstadt.

## Utmärkelser
- 1986: 1. Preis beim Nordrhein-Westfälischen Dichtertreffen in Düsseldorf
- 1989: Förderpreis des Landes Nordrhein-Westfalen
- 1990: Rolf-Dieter-Brinkmann-Stipendium der Stadt Köln
- 1991: Förderpreis des Kulturkreises im Bundesverband der Deutschen Industrie
- 1993: Else-Lasker-Schüler-Preis für Lyrik
- 1997: Peter-Huchel-Preis
- 2001: Ernst-Jandl-Preis
- 2005: Literaturpreis der Stadtsparkasse Düsseldorf